# Waxenstein
Il Waxenstein è un gruppo montuoso nella parte nord-occidentale dei Monti del Wetterstein. Si trova in Baviera (Germania).

## Posizione
Il gruppo montuoso si innalza immediatamente a sud della località turistica di Grainau, vicino a Garmisch-Partenkirchen.

## Caratteristiche
Il Piccolo Waxenstein forma con la parete nordorientale del Manndl, che rapidamente cala verso Hammerbach, la punta conclusiva del crinale del Wetterstein.
Il Grande Waxenstein, la vetta più alta del crinale del Waxenstein, si trova più a ovest. Tra i due, pronunciato, si trova il Zwölferkopf. La Mittagsscharte è l'incavo più notevole tra il Piccolo Waxenstein e il Zwölferkopf.
A nordovest dei monti si trova il lago Eibsee a circa 970 m sul NN, il più grande lago alpino della regione. Ai piedi dei versanti in direzione meridionale si estende la famosa Höllental.
Immediatamente alla fine di questa valle, lunga circa 5 chilometri, si eleva il Zugspitze, che segna il confine con il Tirolo.

## Cime

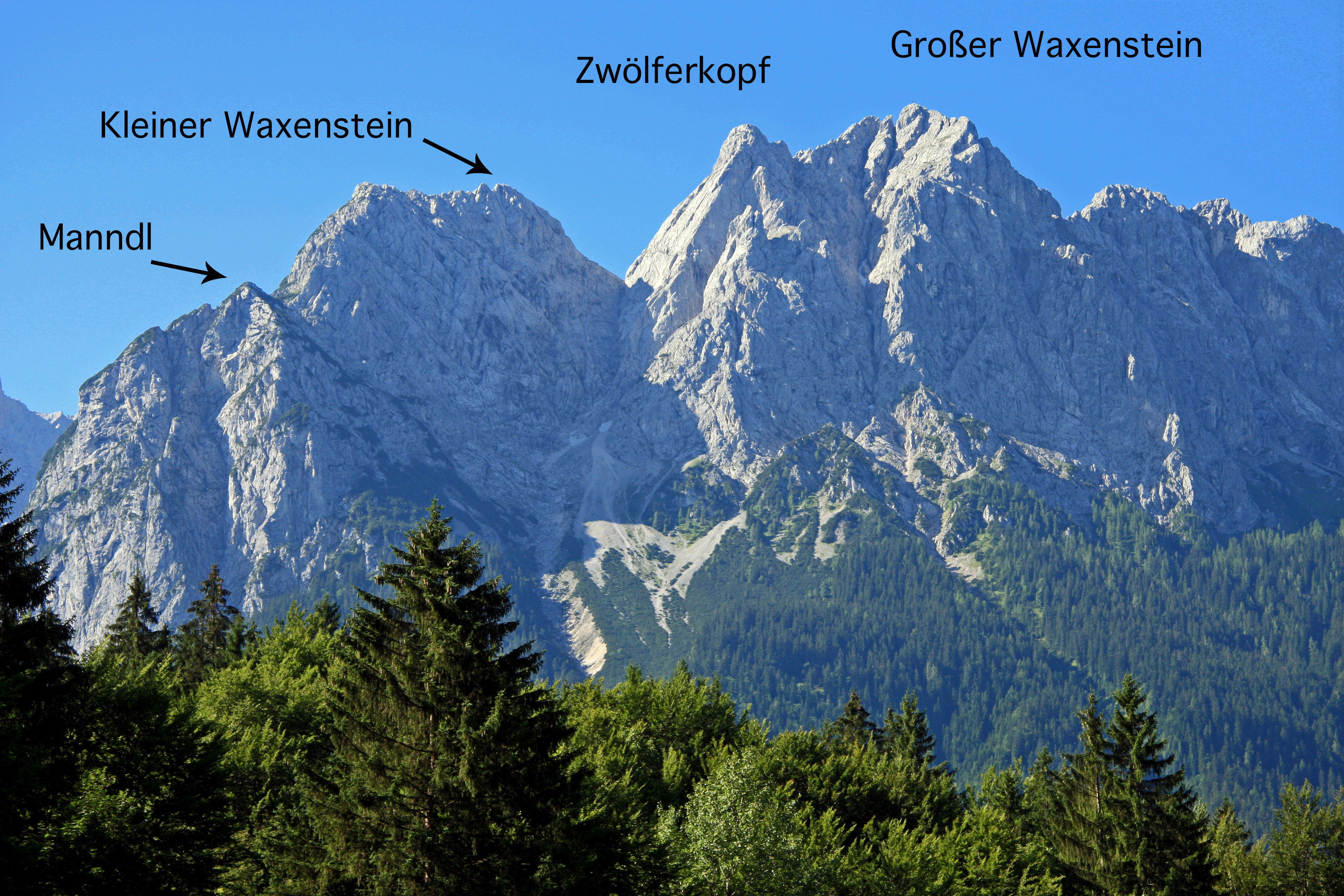
Il gruppo montuoso del Waxenstein

Le vette principali del gruppo sono:
- Grande Waxenstein (2277 m sul NN)
- Piccolo Waxenstein (2136 m sul NN)
- Zwölferkopf (2232 m sul NN)
- Mittagscharte (2045 m sul NN)
- Manndl (1889 m sul NN)